# 로르 페크뇨
로르 페크뇨(프랑스어: Laure Pequegnot, 1975년 9월 30일~)는 프랑스의 전직 알파인 스키 선수이다. 올림픽에 3회 참가했으며 2002년 동계 올림픽에서 여자 회전 종목 은메달을 획득했다. 또한 세계 선수권 대회에서 동메달 1개를 획득했고 월드컵에서 여자 회전 부문 우승 1회 달성했다.